# Demetrios I al Constantinopolului
Demetrios I, pe numele laic Dimitrios Papadopoulos, (n. 8 septembrie 1914, lângă Istanbul – d. 2 octombrie 1991, Istanbul) a fost de la 16 iulie 1972 până în 1991 patriarh în Constantinopol.
În timpul păstoririi sale a avut loc o apropiere între biserica ortodoxă și cea romano-catolică. În anul 1980 a avut loc prima sesiune plenară a Comisiei Mixte de Dialog Teologic Catolic-Ortodox. În 1987 patriarhul Demetrios a făcut o vizită cu însemnătate istorică la Roma, unde s-a întâlnit cu papa Ioan Paul al II-lea.
Succesorul său este patriarhul Bartolomeu I.